# Jan Harvey
Jan Harvey (Penzance, Cornwall, 1 juni 1947) is een Engelse actrice die het bekendst is met de rol die zij 78 keer speelde in de Engelse televisieserie Howards' Way in de jaren tussen 1985 en 1990.
Gedurende de jaren 1990 verscheen Harvey in de actieserie Bugs en meer recent werd zij een regelmatige gast in Family Affairs, waarin ze de rol van Babs Woods speelde. Ze heeft ook gastrollen gehad in veel andere Britse series waaronder A Touch of Frost, Inspector Morse en Lovejoy.
Jan Harvey heeft een relatie (?) met haar tegenspeler in Howards Way, de acteur Stephen Yardley.

## Filmografie
- Holby City (1 episode, 2006) TV  Candida Fitzgerald
- Family Affairs (48 episodes, 2003-2005) TV - Babs Woods
- The Final Quest (2004) (TV)  - Annabelle
- Hear the Silence (2003) (TV)  -  Dr. Mead
- The Royal (1 episode, 2003) TV  - Mrs. Annette Cheriton
- Rockface (6 episodes, 2002-2003) TV Dr. Jane Chamberlain
- William and Mary  (1 episode, 2003) TV - Mildred Summersby
- Swallow (2001) (TV) -  T. Palmer
- Perfect World  (1 episode, 2000) TV  -  Isabelle Hudson
- Belfry Witches (1999) TV - Mrs. Abercrombie
- Bugs (20 episodes, 1997-1999) TV  - Barbara 'Jan'
- Norman Ormal: A Very Political Turtle (1998) (TV)  -  Barbara Vacant
- The Round Tower (1998) (TV)  -  Jane Ratcliffe
- Dangerfield  (1 episode, 1997) TV - Nicola Gresham
- Holding On (2 episodes, 1997) TV  - Julie
- A Touch of Frost (1 episode, 1996) TV  - Yvonne Newbiggin
- Casualty (1 episode, 1992) TV  -  Claire
- Lovejoy  (1 episode, 1992) TV  -  Mary Russell
- Inspector Morse (1 episode, 1991) TV -  Friday Rees
- Howards' Way  (78 episodes, 1985-1990) TV  - Jan Howard
- Never Say Die (1 episode, 1987) TV - Beryl
- Fell Tiger (1985) TV mini-serie - Susan Harvey
- Angels (2 episodes, 1981-1983) TV - Leslie Naples en Evelyn Shaw
- The Winner (1983) (TV)  - Val Stafford
- The Old Men at the Zoo (3 episodes, 1983) TV  - Harriet Leacock
- Crown Court  (3 episodes, 1974-1981 TV  - Rosemary Davenport
- A Family Affair  (9 episodes, 1979)  TV - Susan West
- Z-Cars (1 episode, 1978) TV  -  Det. Sgt. Mayhew
- Van der Valk (1 episode, 1977) TV - Margit
- The Sweeney (1 episode, 1976) TV - Pat Knightly
- Bill Brand (2 episodes, 1976) TV  - interviewer
- Life and Death of Penelope (1 episode, 1976) TV  -  Elizabeth
- Journey Through the Black Sun (1976) (TV)
- Sam (11 episodes, 1975) TV   -  Pat Barraclough
- Edward the Seventh (1975) TV  Daisy - Princess of Pless
- Public Eye (1 episode, 1975) TV - Janet Frisby
- Churchill's People  (1 episode, 1975) TV - Edith
- The Brothers (1 episode, 1974) TV  -  Briony
- Harriet's Back in Town (2 episodes, 1972)
- The Power Game (1 episode, 1969) TV  -  Bunty Lovell

- International Standard Name Identifier: 0000 0001 3198 7686
- Library of Congress Control Number: no2013049091
- Virtual International Authority File: 300027563
- WorldCat: E39PBJxxgghBRfV3JybwkVVQv3